# Jeřáb (Hanušovická vrchovina)
Jeřáb  (1003 m n.p.m.) –  wzniesienie w północno-wschodnich Czechach, w Sudetach Środkowych, w  paśmie górskim Hanušovická vrchovina.

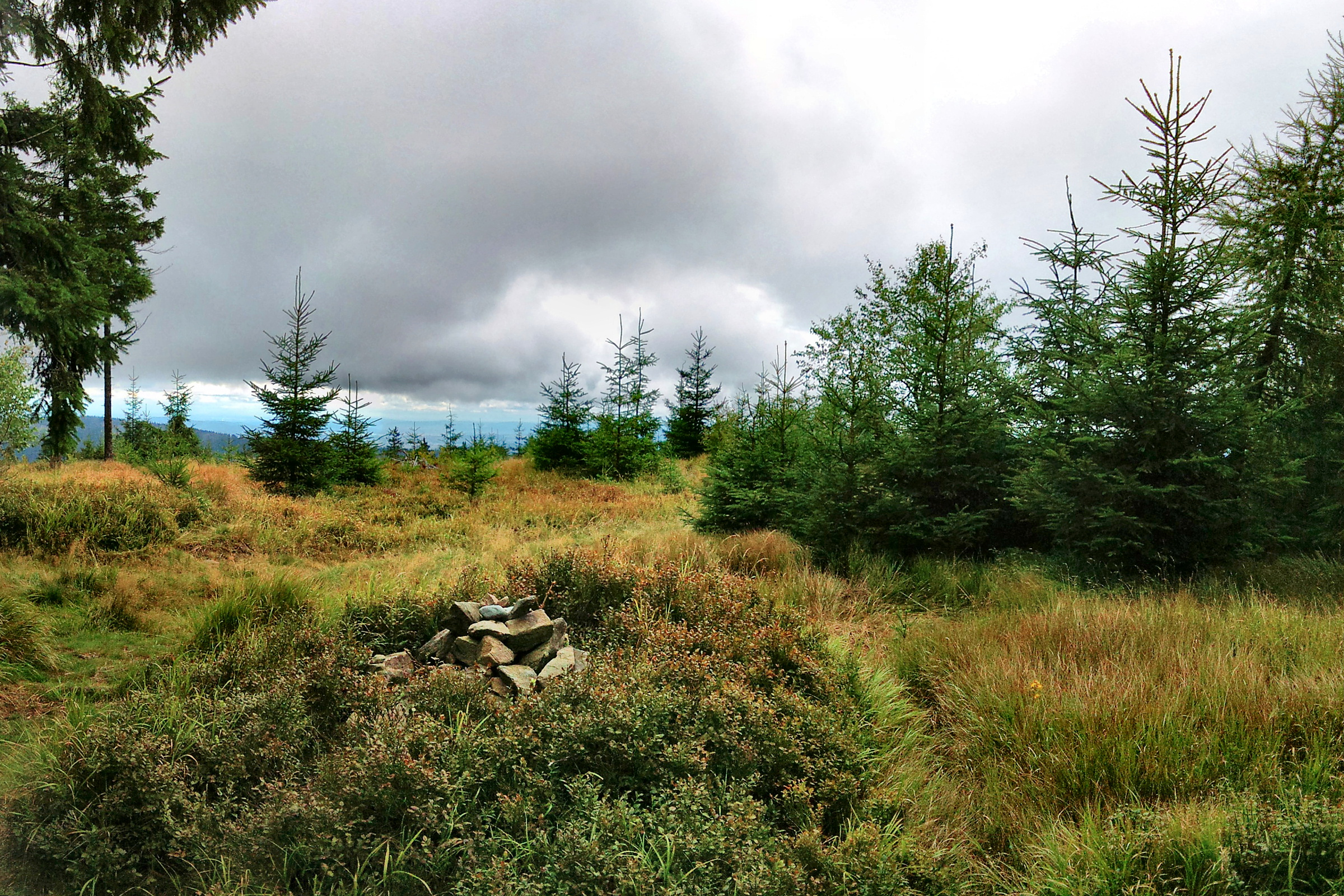
Kamienny kopiec na szczycie Jeřábu

## Położenie
Wzniesienie położone jest w północno-zachodniej części Hanušovická vrchovina, po wschodniej stronie od pasma Gór Orlickich około 5,0 km na południowy wschód od miejscowości Králíky.

## Fizjografia
Jeřáb jest najwyższym wzniesieniem mikroregionu Hanušovická vrchovina. Wyrasta w północno-zachodniej części pasma. Wzniesienie położone między górskimi pasmami: Hrubý Jeseník, Králický Sněžník i Gór Orlickich tworzy znaczącą dominantę na granicy czesko-morawskiej. Jest to jedyne wzniesienie przekraczające wysokość 1000 m. w tym paśmie charakteryzujące się dość stromymi zboczami, regularną rzeźbą i ukształtowaniem o kopulastym kształcie z wyraźnie zaznaczoną rozległą częścią szczytową. Zbocza wzniesienia stromo opadają w kierunku dolin rzecznych: zbocze południowe opada do doliny rzeki (czes.) Březná, północne do doliny rzeki Morawa (czes.) Morava, wschodnie opada do doliny potoku Vysoký potok, oddzielającej wzniesienie od niższego o 152 m wzniesienia Pohořelec  a zachodni stok Jeřába przechodzi przez szczyty wzgórz Hedeč do mikroregionu czes. Kralická brázda z miastem Králíky, Červená Voda i Štíty. Zbocza wzniesienia są mocno ponacinane dolinami licznych potoków. Rzeka Březná wspólnie z wodami licznych bystrzyn wytworzyła na południowym zboczu Jeřába w kierunku do Moravskiego Karlova głęboką dolinę. W podobny sposób wyrzeźbiły północne zbocza Jeřába potoki: Zlatý, Vysoký i Kamenitý, płynące do rzeki Morava. Wzniesienie zbudowane ze skał osadowych i krystalicznych, szczyt i zbocza wzniesienia pokrywa niewielka warstwa młodszych osadów. Całe wzniesienie zajmują lasy tylko dolną część północnego zbocza od poziomu około 800 m i południowo-zachodniego  w kierunku miejscowości Šanov i Moravský Karlov zajmują łąki i pola uprawne. Położenie wzniesienia, zalesiony kopulasty kształt z charakterystycznym wydłużonym prawie płaskim szczytem czynią wzniesienie rozpoznawalnym w terenie. Zboczami prowadzą drogi leśne, które stanowią drogi dojazdowe. U południowego i zachodniego podnóża wzniesienia położona jest miejscowość Horní Orlice i Červená Voda. Północnym podnóżem wzniesienia prowadzi lokalna droga z Horní Orlice do Horní Hedeč.
Wzniesienie zaliczane jest do: Korony Sudetów i Korony Sudetów Czeskich.

## Inne
- Przez szczyt wzniesienia przebiega granica kontynentalnego działu wód zlewisk morza Czarnego i Północnego, historyczna granica między Morawami a Czechami, granica Parku Przyrodniczego Jeřáb oraz granica podziału administracyjnego między Krajem pardubickim a Krajem ołomunieckim.
- u podnóża zachodniego zbocza znajdują się rzopiki, bunkry przeciwpiechotne z lat 1936-1938, wchodzące w system tzw. Betonowej granicy zbudowanej w celu obrony ówczesnej rubieży przed Niemcami[5].
- Szczyt i zachodnie stoki Jeřába w 1987 roku zostały ogłoszone spokojnym zakątkiem, w 1992 roku na tym terenie utworzono Park Przyrodniczy Jeřáb.
- Zalesione stoki Jeřába są ważnym obszarem źródłowym, gdzie źródła mają liczne potoki zasilające cieki wodne należące do zlewisk morza Północnego i Czarnego.
- Na zachodnim zboczu znajduje się źródło rzeki Cicha Orlica czes.Tichá Orlice[6].
- Na południowo-zachodnim zboczu na podmokłych łąkach gniazdują rzadkie ptaki derkacze. Ze względu na siedlisko derkacza część parku przyrodniczego została włączona do obszaru ptasiego "Králický Sněžník" w ramach systemu Natura 2000.

## Turystyka
Szlaki turystyczne.
- – prowadzący przez szczyt wzniesienia.
- Szczyt wzniesienia nie stanowi punktu widokowego.
- Na zachodnim zboczu wzniesienia w miejscowości Horní Orlice znajdują się ropiki bunkry przeciwpiechotne.
- Na wschodnim zboczu wzniesienia w miejscu skrzyżowania szlaków znajduje się kaplica Św. Trójcy, oraz źródła Rudolf (Grabnerův) rzeki Březná[7].